# Alphonse Martin (Organist)
Alphonse Martin (* 18. Februar 1884 in Trois-Rivières/Québec; † 6. Juni 1947 in Montreal) war ein kanadischer Organist, Pianist und Musikpädagoge.

## Leben und Wirken
Alphonse Martin war ein Schüler von Lévis Dussault. Er unterrichtete viele Jahre lang Klavier und Orgel am Conservatoire National de Montréal, das an die Universität Montreal angegliedert war. Zu seinen Schülern zählten unter anderen Rodolphe Mathieu und Hector Gratton. Er war im Vorstand des Conservatoire royale de musique und zwanzig Jahre lang Organist an der St. Mary’s Church in Montreal. 
In einigen Konzerten trat Martin gemeinsam mit seiner Frau, der Organistin und Musiklehrerin Corinne Boisvert (1887–1961), in ganz Kanada auf. Das Ehepaar hatte sieben Töchter. Vier von ihnen, die Pianistinnen Gilberte (1910–1999), Marcelle (1917–2014) und Magdeleine Martin (1921–2015) und die Cellistin Raymonde Martin (1923–2019), waren ebenfalls als Musikerinnen und Musikpädagoginnen aktiv.
Alphonse Martin starb am 6. Juni 1947 im Alter von 63 Jahren in Montreal.

## Quelle
- Alphonse Martin. In:  Encyclopedia of Music in Canada. herausgegeben von The Canadian Encyclopedia (englisch, französisch).

| Personendaten    | Personendaten                                   |
| ---------------- | ----------------------------------------------- |
| NAME             | Martin, Alphonse                                |
| KURZBESCHREIBUNG | kanadischer Organist, Pianist und Musikpädagoge |
| GEBURTSDATUM     | 18. Februar 1884                                |
| GEBURTSORT       | Trois-Rivières, Kanada                          |
| STERBEDATUM      | 6. Juni 1947                                    |
| STERBEORT        | Montreal, Kanada                                |